# 2013 TV135
2013 TV135 es un asteroide del cual se estima que tiene un diámetro de 450 metros (1.300 pies). El 16 de septiembre de 2013, se pasó a unas 0.045 UA (6.700.000 kilómetros; 4.200.000 millas) desde la Tierra. El 20 de septiembre de 2013, llegó a su perihelio (la más cercana aproximación al Sol). El asteroide fue descubierto el 12 de octubre de 2013, por el Observatorio Astrofísico de Crimea con el uso de imágenes que datan del 8 de octubre de 2013. Fue descubierto por el astrónomo de Crimea Guennadi Borisov.

## Estimaciones de impacto con la Tierra
El 16 de octubre de 2013, un asteroide cercano a la Tierra 2013 TV 135 (con un arco de observación corto de 7 días) era mencionado en el JPL Sentry en la Tabla de Riesgos con 1 en 63.000 posibilidades de impactar la Tierra el 26 de agosto de 2032. Esto dio el asteroide una calificación en la escala de Torino de 1. El pico de amenaza estimado del asteroide ocurrió 19-20 de octubre de 2013, cuando Leonid Elenin y NEODyS estimaron las probabilidades de impacto a ser 0,03% (1 en 3800). El 31 de octubre de 2013, NEODyS estimaron las probabilidades de impacto es de 1 en 4330 y la Tabla de Riesgo Sentry estima la probabilidad de impacto es de 1 en 6250. El 7 de noviembre de 2013, con una breve observación de arco de 25 días, la Tabla de Riesgo Sentry estimadron que tenía una probabilidad de 1 en 169.492 millones de un impacto con la Tierra el 26 de agosto de 2032. Fue retirado del JPL Sentry Tabla de Riesgos en 8 de noviembre de 2013 usando la solución JPL 32 con un arco de observación de 27 días. A partir del 10 de febrero de 2014, la NEODyS con un mejor ajuste muestra que 2013 TV 135 pasará a 0,76 UA (114.000.000 km ; 71.000.000 millas). desde la Tierra el 26 de agosto de 2032.

## Órbita
Con una inclinación orbital de solo 6,7 grados y el perihelio 0,99 UA del Sol, el punto de perihelio es controlado por 
aproximaciones cercanas a la Tierra. Con un arco corto de observación de 108 días, tiene una órbita con una incertidumbre de 4. Dado el tamaño relativamente grande de los asteroides, los astrónomos fueron capaces de refinar la órbita de este asteroide lo largo de varios meses.

## Efectos de impacto
Un impacto en la Tierra tendría la energía cinética de 3.200 megatones de TNT, aproximadamente 60 veces la energía de Rusia 50 Mt Tsar Bomba. Esto también sería equivalente a 16 veces la erupción de 1883 del volcán Krakatoa, que era de 200 Mt y tenía un Índice de Explosividad Volcánica de 6.